# Thiery Nascimento
Thiery Fellipe Oliveira Morais do Nascimento (São Luís, 2 de Junho de 2003) é um jogador brasileiro de voleibol indoor, que atua na posição de central. Atualmente joga pelo  Sesi-Bauru e pela Seleção Brasileira.